# 8號國道 (南非)
8號國道（N8）是南非一條幹線公路，東起與萊索托接壤的邊境，橫貫南非中部，經布隆方丹，西至金伯利止。全長125公里。